# Edmond Thiaudière
Pour les articles homonymes, voir Thiaudière.
Delphin-Antoine-Edmond Thiaudière, né le 17 mars 1837 à Gençay, où il est mort le 9 novembre 1930, est un homme de lettres français, à la fois poète, romancier, philosophe et « maximiste ».

## Biographie
Issu d’une famille de médecins depuis quatre générations, Edmond Thiaudière, opte pour une carrière d’homme de lettres après s’être détourné de ses études de droit brillamment menées à Poitiers. Il s’essaie au roman, aux nouvelles, à la poésie, au théâtre, écrit des essais politiques et autres pamphlets, mais il se distingue surtout par son œuvre philosophique, parsemant sur quarante années une douzaine de recueils aux titres sibyllins, avec le sous-titre générique Notes d’un Pessimiste.

Dans la dédicace de son dernier ouvrage, La Vanité de Tout, paru en 1928, il annonçait la publication de douze nouveaux recueils dont le dernier devait paraître en 1937 à l'occasion de son centenaire et devait porter le titre La Captation de l’au-delà. 

« Mais les manuscrits de ces recueils, ajoutait-il, que j’ai griffonnés d’une écriture à peu près illisible, restant difficilement imprimables, je les lègue à la bibliothèque municipale de Poitiers, où tôt ou tard quelque patient érudit, s’il croit qu’ils en vaillent la peine, les cherchera et publiera, afin de compléter par eux mon œuvre philosophique. »

Il publie à diverses époques des fantaisies, des articles et des nouvelles dans plusieurs journaux périodiques tels que l’ancien Figaro, le Grand-Journal de Villemessant, le Paris-Magazine, l’Éclair, la Vogue Parisienne, le Nain Jaune, le Centre Gauche, le Soir, la Revue Moderne de Charles Dollfus, les États-Unis d'Europe.
En 1876, il fonde la Revue des idées nouvelles, un bulletin du progrès dans la philosophie, les sciences, les lettres, les arts, l’industrie, le commerce et l’agriculture, véritable publication encyclopédique qu’il dirige et rédige presque entièrement à lui seul, pendant trois ans sous divers pseudonymes.

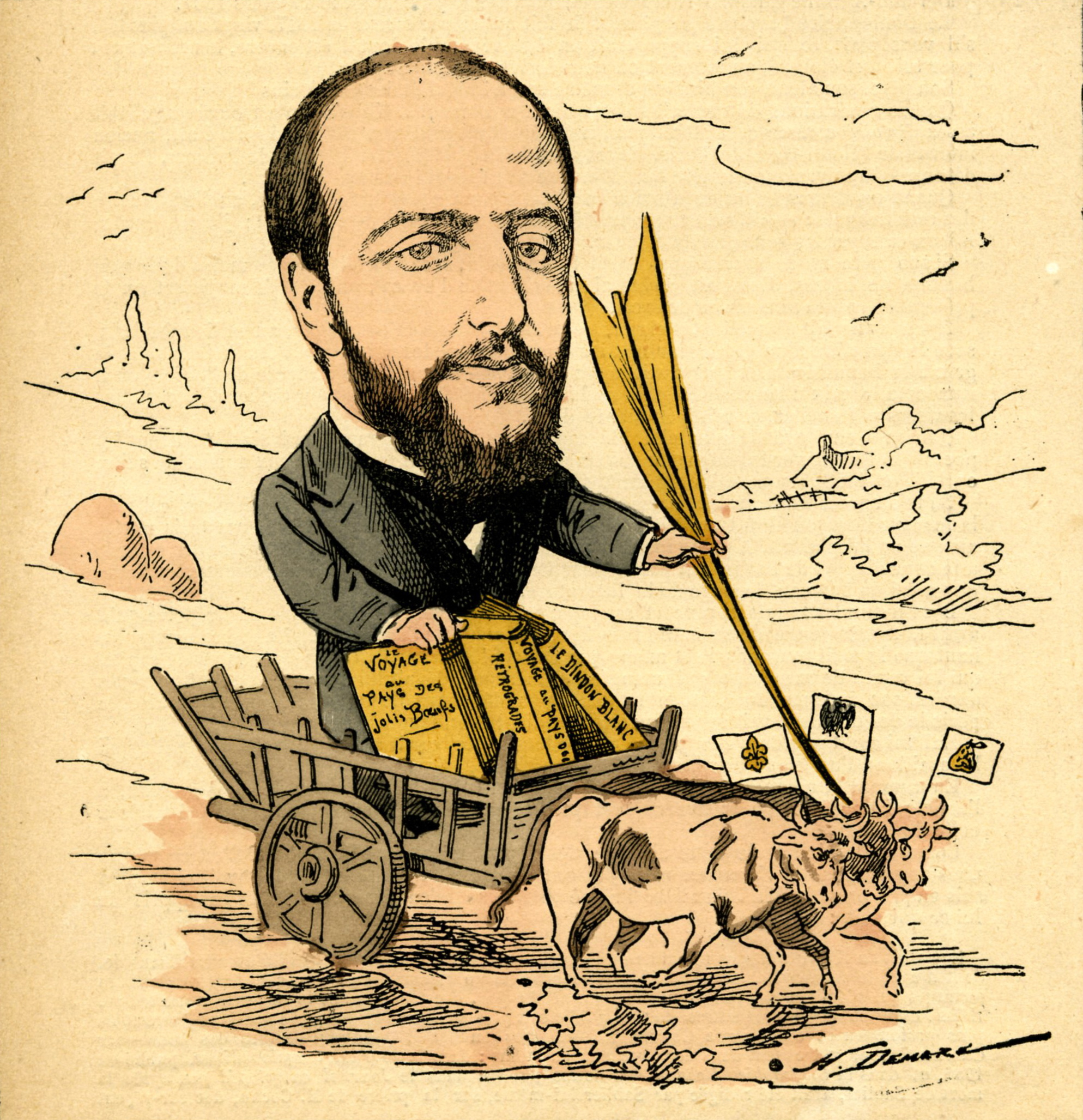
Caricature par Henri Demare.

Il est membre du conseil d’administration de la Société française des amis de la paix. Il est l'un des partisans les plus zélés de la substitution de l’arbitrage à la guerre pour le règlement des différends internationaux. Il prend par ailleurs une part importante aux délibérations du Congrès international de la paix, tenu à Paris en 1878, dont il est l’un des secrétaires. Il présente à ses collègues un mémoire où est émise l’idée de la création d’un parlement européen, d’abord officieux, s’il ne pouvait tout de suite être officiel, recruté par délégation des divers parlements et traitant dans des assises annuelles les questions qui intéresseraient plusieurs nations. C’est pourquoi la notice nécrologique qui lui est consacrée par Le Temps, le 15 novembre 1930, faisait remarquer qu’il pouvait être considéré comme le précurseur de la Société des Nations. « C’est lui, en effet, qui, au Congrès des Sociétés de paix en 1878, proposa la réunion annuelle des membres des divers parlements d’Europe. Onze ans plus tard, sur l’initiative du député anglais Randal Cremer et de Frédéric Passy, député de la Seine, fut réalisée l’Union interparlementaire, qui peut être considérée, en quelque sorte, comme la préface de la Société des Nations ».
Il seconde son ami Louis-Xavier de Ricard dans la fondation de la Société d’alliance latine : l’Alouette, qui avait pour but de fédérer les peuples du bassin méditerranéen. Il est du comité de l’Union démocratique de propagande anti-cléricale et du comité de patronage de la Semaine anti-cléricale. Il fait partie de la Société protectrice des animaux — comment cela aurait-il pu être autrement, lui qui, n’ayant pas eu d’enfant, disait, parlant de son amour pour les bêtes, et les chiens plus que de raison, que les chiens sont des enfants perfectionnés ; à tel point que son premier recueil de pensées, La Proie du Néant, qu’il publie en 1886, contient en préambule une longue dédicace adressée à Léa et Mosès, ses deux chiens fidèles.

## Œuvres
- De l’expropriation forcée, 1858Mémoire pour la licence (faculté de droit de Poitiers).
- L’Apprentissage de la Vie, avec une dédicace à la Mort, 1861 Sous le pseudonyme d’Edmond Thy.
- Un Prêtre en famille, 1864Cette œuvre de 388 pages fut numérisée et est disponible sur google.books.
- Sauvagerie, petits poèmes et sonnets, 1866Eau-forte de Adrien Didier (Gigors, 1838-1924).
- Le Désaveu du Christ, poème, 1869
- La Confédération française, forme nouvelle de Gouvernement, 1872
- La Dernière Bataille (Die letzte Schlacht), épopée prophétique de l’année 1909, 1873Donnée comme une traduction de l’allemand de Frédéric Stampf.
- Voyages de Lord Humour. En Bubaterbro ou pays des jolis bœufs, 1874Pamphlet.
- Les Légendes bouddhiques, 1875
- Voyages de Lord Humour. Le pays des Rétrogrades. Île de Servat-Abus. (5 août 1875), 1876Pamphlet.
- Revue des idées nouvelles, 1876 à 1878Publication encyclopédique dont il fut le directeur et le principal rédacteur.
- Le Dindon blanc, conte en vers, 1877
- M. Martin, légitimiste, 1879Comédie politique en prose.
- La Petite-fille du curé, 1880C’est la suite naturelle d'Un prêtre en famille, publié seize ans plus tôt.
- Le Roman d’un bossu, 1880
- Une nouvelle fonction de la Magistrature, 1882
- La Maison fatale, roman parisien, 1883
- Trois amours singulières, 1886Un ouvrage de 356 pages composé de trois nouvelles : Le Docteur Melanski ; La Muette des Champs-Élysées ; Mistress Little : Texte en ligne
- La Proie du Néant, Notes d’un Pessimiste, 1886Ses Recueils de philosophie, une somme de réflexions et maximes, sont tous sous-titrés « Notes d’un Pessimiste. » ; une douzaine de petit volumes édités par les libraires Ollendorff, Westhausser et Fischbacher entre 1886 et 1928 au format in-16 ou in-32.
- L’Œil de verre, 1888Une nouvelle (parmi tant d’autres non recensées) parue dans l’ouvrage collectif de la Société des gens de lettres de 1888 intitulé « Nos cinquante ans » en référence au cinquantenaire d’existence de la société : Texte en ligne
- La Complainte de l’Être, Notes d’un Pessimiste, 1889Préfacé par Auguste Dietrich.
- De l’une à l’autre, 1891Nouvelle édition revue et corrigée de la Petite-fille du curé.
- La Décevance du Vrai, Notes d’un Pessimiste, 1892Préfacé par Eugène Ledrain.
- Le Chien du Bon Dieu, conte céleste, 1894
- La Soif du Juste, Notes d’un Pessimiste, 1895Ouvrage couronné par l’Académie Française en 1897.
- Un colloque de rois sur l’union européenne tenu secrètement au Château de Windsor en juillet, 1896., 1896
- L’Obsession du Divin, Notes d’un Pessimiste, 1898
- La Fierté du Renoncement, Notes d’un Pessimiste, 1901Préfacé par Henri Chantavoine.
- Contes d’un éleveur de chimères, 1902
- La Haine du Vice, Notes d’un Pessimiste, 1903
- La Réponse du Sphinx, Notes d’un Pessimiste, 1905
- La Conquête de l’Infini, Notes d’un Pessimiste, Précédées de son testament religieux, 1908
- La Source du Bien, Notes d’un Pessimiste, 1910
- L’École du Bonisme, Notes d’un Pessimiste, 1912
- La Prisée de ce Monde, Notes d’un Pessimiste, 1918
- La Vanité de Tout, Notes d’un Pessimiste, 1928

## Citations
- « L’homme et la femme se prennent, se déprennent, s’entreprennent, se reprennent et se surprennent, mais ils ne se comprennent pas. »
- « Il semble que la civilisation s’entende mieux à raffiner le vice qu’à perfectionner la vertu. »
- « On porte avec aisance sa propre vanité, mais celle d’autrui semble bien lourde. » La Haine du Vice
- « Il est bien rare que deux esprits ou deux cœurs se touchent sans que l’un au moins des deux éprouve un froissement. » La Haine du Vice
- « Sois bon et bon encore et bon toujours, et ce sera à ton profit, quand bien même cela semblerait à tes dépens. » L’Obsession du Divin
- « C’est une chose aussi triste que bizarre qu’il faille, pour se faire mieux voir des gens, leur jeter de la poudre aux yeux. » La Proie du Néant
- « La bêtise se met au premier rang pour être vue. L’intelligence se met en arrière pour voir. »
- « Ce qui constitue le vrai talent pour un écrivain ou pour un artiste, c’est d’exprimer de façon rare des pensées communes, ou mieux encore de façon commune des pensées rares. » La Proie du Néant
- « Tendre le plus possible vers l’Éternité avec la conviction qu’on va s’abimer tout à coup dans le Néant, c’est la lutte inégale mais sublime d’une âme supérieure contre le Destin. » La Proie du Néant

## Sources
- A.-F. Baillot, « Un penseur poitevin oublié, Edmond Thiaudière », Les Cahiers de l'Ouest[6], no 21, janvier-février 1958, p. 62-66.
- Les Hommes d’aujourd’hui, no 156[7] consacrée à Edmond Thiaudière.
- Remy de Gourmont, « Un homme qui pense, [Edmond Thiaudière] » in Promenades littéraires, Paris, Mercure de France, 1904, p. 119-127.
- Albert Cim, Le Dîner des gens de lettres. Souvenirs littéraires, Paris, Ernest Flammarion, 1903, de  p. 145-160.
- L’Intermédiaire des chercheurs et curieux, 10 août 1898, vol. 38/217-218, 34e année
- L'Intermédiaire des chercheurs et curieux no 1803, 15 janvier, 1934, vol. 97/no 1803-1823, 70e année
- Le Temps, 15 novembre 1930, rubrique nécrologique.
- Diverses notices bibliographiques in Revue philosophique de la France et de l'étranger depuis l'année 1886 jusqu'à 1918.